# كليفورد بروكس
كليفورد بروكس (بالإنجليزية: Clifford Brooks)‏ هو لاعب كرة قدم أمريكية أمريكي، ولد في 21 يونيو 1949 في باينلاند في الولايات المتحدة.

## وصلات خارجية
- كليفورد بروكس على موقع مرجع كرة القدم المحترفة.كوم (الإنجليزية)